# Yorktown Heights
Yorktown Heights est une census-designated place du comté de Westchester dans l'État de New York.
Sa population était de 1 781 habitants en 2010.